# Boarmia symmorpha
Boarmia symmorpha är en fjärilsart som beskrevs av Turner 1904. Boarmia symmorpha ingår i släktet Boarmia och familjen mätare. Inga underarter finns listade i Catalogue of Life.